# Castell de Bourglinster
El Castell de Bourglinster (francès: Château de Bourglinster: Château de Bourglinster) és un castell localitzat al poble de  Buerglënster, al centre del ducat de Luxemburg, a uns disset km de Ciutat de Luxemburg. Actualment acull un restaurant i espais per a esdeveniments, però el castell té una història que es remunta al segle xi.
El castell és esmentat per primer cop en un text de l'any 1098 de Sant Simeó de Trier. En aquells moments tenia una part residencial, una capella i una muralla. Durant la segona meitat del segle xiv, la capella va ser estesa i una torre va ser afegida al vessant nord. Durant el segle xv es van fer noves ampliacions afegint el segon castell, però tots dos edificis van ser destruïts durant les guerres de segle xvi (1542–1544) i construïts de nou durant el mateix segle.
Les parts més baixes del castell van ser destruïdes de nou per un atac dels francesos durant la dècada de 1680. A principis del segle xviii primerenc es va afegir la façana barroca. L'edifici va ser adquirit per l'Estat de Luxemburg el 1968, i es va restaurar per complet el 1982.